# Оливейра, Нелсон (велогонщик)
Не́лсон Фили́пе Са́нтуш Симо́йнш Оливе́йра  (исп. Nelson Filipe Santos Simões Oliveira, род. 6 марта 1989 в Анадии, Португалия) — португальский профессиональный шоссейный велогонщик, выступающий с 2016 года за команду Movistar Team. Пятикратный Чемпион Португалии по велоспорту. Главным достижением Нелсона является двойная победа (в групповой гонке и гонке на время) в Чемпионате Португалии по шоссейному велоспорту в 2014 году.

## Главные победы
2006
1-й  Чемпионат Португалии в индивидуальной гонке среди юниоров
2009
1-й  Чемпионат Португалии в индивидуальной гонке среди молодёжи
2-й Чемпионат мира среди U-23 в индивидуальной гонке
5-й Вольта Мадейры
1-й Этап 6
2010
1-й  Чемпионат Португалии в индивидуальной гонке среди молодёжи
Чемпионат Европы
2-й Групповая гонка среди молодёжи
3-й Индивидуальная гонка среди молодёжи
2-й Гран-при Португалии
4-й Чемпионат мира среди U-23 в индивидуальной гонке
6-й Тур Баварии
6-й Джиро делле Реджони
2011
1-й  Чемпионат Португалии в индивидуальной гонке
2012
1-й  Горная классификация Стер ЗЛМ Тур
3-й Circuit de la Sarthe
2014
Чемпионат Португалии
1-й  Индивидуальная гонка
1-й  Групповая гонка
7-й Чемпионат мира в индивидуальной гонке
2015
1-й  Чемпионат Португалии в индивидуальной гонке
1-й Этап 13 Вуэльта Испании
5-й Chrono des Nations
2016
Чемпионат Португалии
1-й  Индивидуальная гонка
2-й Групповая гонка
3-й Тур Пуату — Шаранты
4-й Чемпионат Европы в индивидуальной гонке
7-й Олимпийские игры в индивидуальной гонке
2017
4-й Чемпионат мира в индивидуальной гонке

## Статистика выступлений

### Чемпионаты
| Соревнование         | Соревнование | 2011 | 2012 | 2013 | 2014 | 2015 | 2016 | 2017 |
| Олимпийские игры     | RR           | —    | 69   | —    | —    | —    | НФ   | —    |
| Олимпийские игры     | ITT          | —    | 18   | —    | —    | —    | 7    | —    |
| Чемпионат мира       | RR           | 122  | —    | —    | 67   | 16   | —    | 55   |
| Чемпионат мира       | ITT          | 17   | —    | 15   | 7    | 13   | 20   | 4    |
| Чемпионат мира       | ТTT          | —    | —    | —    | 15   | 15   | 6    | —    |
| Чемпионат Португалии | RR           | —    | —    | —    | 1    | 14   | 2    | —    |
| Чемпионат Португалии | ITT          | 1    | —    | —    | 1    | 1    | 1    | —    |

### Гранд-туры
| Гонка          | 2011 | 2012 | 2013 | 2014 | 2015 | 2016 | 2017 | 2018 |
| -------------- | ---- | ---- | ---- | ---- | ---- | ---- | ---- | ---- |
| Джиро д'Италия | —    | 64   | 81   | —    | —    | —    | —    |      |
| Тур де Франс   | —    | —    | —    | 87   | 47   | 80   | —    |      |
| Вуэльта        | 118  | —    | —    | —    | 21   | —    | 47   |      |

| —  | Не участвовал  |
| НФ | Не финишировал |